# Cầu lông tại Đại hội Thể thao Bán đảo Đông Nam Á 1971
Cầu lông tại Đại hội Thể thao Bán đảo Đông Nam Á năm 1971 được tổ chức tại Kuala Lumpur, Malaysia từ 12 đến 15 tháng 12 năm 1971. Các nội dung thi đấu bao gồm đơn nam, đơn nữ, đôi nam, đôi nữ và đôi nam nữ, lần đầu tiên nội dung đồng đội nam và nữ xuất hiện trong chương trình thi đấu môn cầu lông.
Khép lại môn thi đấu này, nước chủ nhà Malaysia đứng đầu bảng tổng sắp với 5 huy chương vàng, trong khi Thái Lan giành 2 huy chương vàng ở nội dung đôi nữ và đồng đội nữ.

## Bảng huy chương
| Hạng               | Đoàn               | Vàng | Bạc | Đồng | Tổng số |
| ------------------ | ------------------ | ---- | --- | ---- | ------- |
| 1                  | Malaysia           | 5    | 5   | 1    | 11      |
| 2                  | Thái Lan           | 2    | 2   | 4    | 8       |
| 3                  | Singapore          | 0    | 0   | 1    | 1       |
| 3                  | Miến Điện          | 0    | 0   | 1    | 1       |
| Tổng số (4 đơn vị) | Tổng số (4 đơn vị) | 7    | 7   | 7    | 21      |

## Tóm tắt kết quả
| Nội dung     | Vàng | Bạc | Đồng                                                                                     |
| ------------ | --- | --- | ---------------------------------------------------------------------------------------- |
| Đơn nam      | Tan Aik Huang · Malaysia                                                                                  | Punch Gunalan · Malaysia | Bandid Jaiyen · Thái Lan                                                                 |
| Đơn nữ       | Rosalind Singha Ang · Malaysia                                                                            | Thongkam Kingmanee · Thái Lan | Petchroong Liengtrakulngam · Thái Lan                                                    |
|              | | |                                                                                          |
| Đôi nam      | Ng Boon Bee · Punch Gunalan · Malaysia                                                                    | Ho Khim Kooi · Ng Tat Wai · Malaysia                                                                                                 | Bandid Jaiyen · Thonchai Pongpoon · Thái Lan                                             |
| Đôi nữ       | Thongkam Kingmanee · Pachara Pattabongse · Thái Lan                                                       | Rosalind Singha Ang · Teoh Siew Yong · Malaysia                                                                                      | Sylvia Tan · Teh Mei Ling · Malaysia                                                     |
| Đôi nam nữ   | Ng Tat Wai · Teh Mei Ling · Malaysia                                                                      | Ng Boon Bee · Rosalind Singha Ang · Malaysia                                                                                         | Chirasak Champakao · Sumol Chanklum · Thái Lan                                           |
|              | | |                                                                                          |
| Đồng đội nam | Malaysia · Punch Gunalan · Ho Khim Kooi · Ng Boon Bee · Ng Tat Wai · Abdul Rahman Mohamad · Tan Aik Huang | Thái Lan · Soonchai Akyapisut · Chirasak Champakao · Bandid Jaiyen · Thonchai Pongpoon · Pornchai Sakuntaniyom · Chaisak Thongdejsri | Miến Điện · Sai Kham Pan · San Maung · San Myint · Wai Nyunt                             |
| Đồng đội nữ  | Thái Lan · Sumol Chanklum · Thongkam Kingmanee · Petchroong Liengtrakulngam · Pachara Pattabongse         | Malaysia · Rosalind Singha Ang · Sylvia Tan · Teh Mei Ling · Teoh Siew Yong · Yap Hei Lin                                            | Singapore · Juliana Lee · Leong Kay Peng · Leong Kay Sine · Lim Choo Eng · Lim Siew Choo |